# Eunice Sum
Eunice Jepkoech Sum (Uasin Gishu, 10 aprile 1988) è una mezzofondista keniota, specializzata negli 800 metri piani, disciplina di cui è stata campionessa mondiale a Mosca 2013.

## Palmarès
| Anno | Manifestazione          | Sede           | Evento       | Risultato  | Prestazione | Note                          |
| ---- | ----------------------- | -------------- | ------------ | ---------- | ----------- | ----------------------------- |
| 2010 | Campionati africani     | Nairobi        | 800 m piani  | Batteria   | 2'08"71     |                               |
| 2011 | Mondiali                | Taegu          | 800 m piani  | Semifinale | 1'59"94     |                               |
| 2012 | Campionati africani     | Porto-Novo     | 800 m piani  | Argento    | 1'59"13     |                               |
| 2012 | Giochi olimpici         | Londra         | 1500 m piani | Batteria   | 4'16"95     |                               |
| 2013 | Mondiali                | Mosca          | 800 m piani  | Oro        | 1'57"38     | Miglior prestazione personale |
| 2014 | World Relays            | Nassau         | 4×800 m      | Argento    | 8'04"28     | Record africano               |
| 2014 | Giochi del Commonwealth | Glasgow        | 800 m piani  | Oro        | 2'00"31     |                               |
| 2014 | Campionati africani     | Marrakech      | 800 m piani  | Oro        | 1'59"45     |                               |
| 2015 | Mondiali                | Pechino        | 800 m piani  | Bronzo     | 1'58"18     |                               |
| 2016 | Giochi olimpici         | Rio de Janeiro | 800 m piani  | Semifinale | 2'00"88     |                               |
| 2018 | Campionati africani     | Asaba          | 800 m piani  | Batteria   | 2'03"38     |                               |
| 2019 | Mondiali                | Doha           | 800 m piani  | 5ª         | 1'59"71     |                               |
| 2021 | Giochi olimpici         | Tokyo          | 800 m piani  | Batteria   | 2'03"00     |                               |

## Campionati nazionali
2010
- Bronzo ai campionati kenioti, 800 m piani - 2'02"55

2011
- Argento ai campionati kenioti, 800 m piani - 1'59"66

2012
- Oro ai campionati kenioti, 800 m piani - 1'59"75

2013
- Argento ai campionati kenioti, 800 m piani - 2'00"06

2014
- Oro ai campionati kenioti, 800 m piani - 2'01"82

2018
- Argento ai campionati kenioti, 800 m piani - 2'00"76

2019
- 4ª ai campionati kenioti, 800 m piani - 2'03"20

## Altre competizioni internazionali
2011
- Bronzo al DN Galan ( Stoccolma), 800 m piani - 2'00"78

2012
- 6ª al Prefontaine Classic ( Eugene), 3000 m piani - 8'53"12

2013
- 7ª al Prefontaine Classic ( Eugene), 1500 m piani - 4'03"13
- Oro al DN Galan ( Stoccolma), 800 m piani - 1'58"84
- Vincitrice della Diamond League nella specialità degli 800 m piani (12 punti)

2014
- 6ª al Prefontaine Classic ( Eugene), 1500 m piani - 4'01"54
- Oro ai Bislett Games ( Oslo), 800 m piani - 1'59"02
- Oro all'Athletissima ( Losanna), 800 m piani - 1'58"48
- Argento all'Herculis ( Monaco), 800 m piani - 1'57"92
- Bronzo al Memorial Van Damme ( Bruxelles), 800 m piani - 1'58"94
- Oro in Coppa continentale ( Marrakech), 800 m piani - 1'58"21
- Vincitrice della Diamond League nella specialità degli 800 m piani (22 punti)

2015
- Oro al Prefontaine Classic ( Eugene), 800 m piani - 1'57"82
- Vincitrice della Diamond League nella specialità degli 800 m piani (24 punti)

2016
- Bronzo all'Herculis ( Monaco), 800 m piani - 1'57"47

2017
- 10ª ai Bislett Games ( Oslo), 800 m piani - 2'03"04
- Bronzo all'Athletissima ( Losanna), 800 m piani - 1'57"78

2018
- 8ª al Prefontaine Classic ( Eugene), 800 m piani - 2'00"41